# Хлебопечение в Древнем Риме

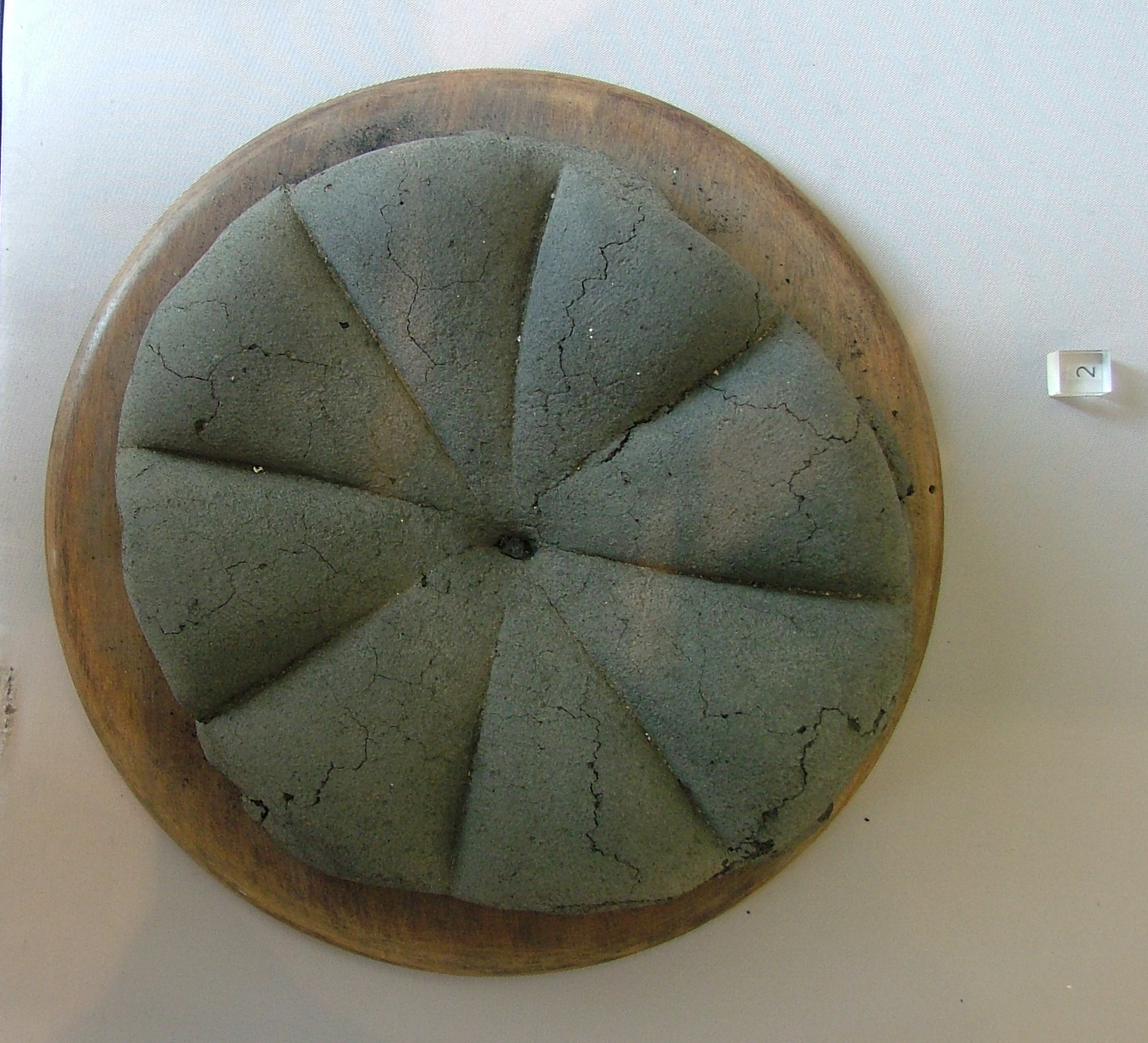
Круглый хлеб с надрезами, чтобы его было легче разломить. Помпеи

Хлебопече́ние в Дре́внем Ри́ме — особенности производства продуктов, в основном, из пшеничной муки в Древнем Риме.
Хлеб и лепёшки не являлись типичным блюдом римлян в ранний период Древнего Рима.
Около V века до н. э. эммер был вытеснен культивированной пшеницей, и население, прежде питавшееся в основном кашей, стало питаться хлебом. Хлеб очень быстро приобрёл популярность, в том числе и среди бедного населения, со временем увеличилось число сортов хлеба, были усовершенствованы технологии мукомольного производства и техники выпечки хлеба. Обычно его выпекали в каждом доме, при общественных хлебопекарнях, появившихся в Риме во II веке до н. э.:37, существовали специальные хлебные лавки. Позднее даже бедняки могли позволить себе покупать хлеб низкого сорта, более обеспеченные римляне покупали белый первосортный хлеб.

## Значение хлеба
Латинское название хлеба — panis (или в более старой форме — pane) — означало первоначально «выпечка», например, у Катона Старшего это слово употребляется в этом значении, в первую очередь, для описания жертвенного пирога libum, а также для пирога из полбяной муки farreus panis, приготавливавшегося для конфарреации, торжественной церемонии вступления в брак. Позднее, когда хлеб стал общеупотребительным, в ритуальных обрядах по-прежнему использовался не хлеб, а каша. Также и пища весталок состояла из подсоленной каши из эммера грубого помола. Для ритуалов жертвоприношения готовился пирог libum с сыром и яйцами в виде лепёшки. Такой пирог подносили богам в день рождения, а также духу-хранителю — гению.
Большинство римлян питалось очень просто, в их ежедневную пищу входило в основном зерно, из которого изготовлялись каша и хлеб. По мнению позднеантичного автора Исидора Севильского, хлеб и вино являлись основными продуктами питания римлян:66:XX 1, 5. Голод в понимании римлян означал, что заканчивался основной продукт питания — зерно, об этом свидетельствуют недовольства и восстания населения из-за нехватки хлеба или неурожая зерновых.
Хлеб римляне употребляли на завтрак к сыру и другим закускам, а также на обед или ужин. Из хлеба приготавливались в том числе супы, хлеб варили в воде, медовом вине, вине, поске или молоке и подавали больным и выздоравливающим. По мнению Плиния, такие супы продлевали жизнь стариков:59.
Древнеримские врачи описывали качества хлеба и его значение для здоровья человека. Так, большую питательную ценность имел, по мнению Галена, хлеб из мягкой муки, затем булочки, грубый хлеб и, наконец, хлеб с отрубями, который быстрее выводится из организма. Для стариков Гален не рекомендовал плохо пропечённый и плохо посоленный хлеб, а также хлеб из мягкой белой муки, так как они плохо перевариваются. По его мнению, нет ничего опаснее для стариков и в общем для человека, чем пирог, испечённый с маслом из первосортной мягкой муки, в который добавлено недостаточно мёда. Лучше всего переваривается хорошо размешанный и со всех сторон пропечённый дрожжевой хлеб, выпекавшийся в горшке на среднем огне. Для атлетов подходит более всего хлеб с небольшим содержанием дрожжей и не слишком пропечённый. Пресный хлеб Гален не считал полезным для здоровья.

## Зерновые
Хлеб из ячменной муки (panis hordaceus), возможно, стали выпекать ранее пшеничного:42. Такой хлеб входил в рацион питания рабов и ремесленников, работников, занятых на тяжёлых работах, гладиаторов для наращивания массы тела. По сообщению врача Галена, ранее легионерам давали ячмень в поход, позднее, однако, римляне стали считать ячмень менее питательным, чем пшеницу:II, 18, 4, и ячмень стал входить в рацион легионеров, подвергшихся наказанию. Постепенно ячневый хлеб вышел из употребления, по крайней мере в городах, так как он плохо поднимался, а также считалось, что такой хлеб вреден для желудка:II, 25, 1. На селе такой хлеб по-прежнему выпекали, так как он всё же по качеству превосходил хлеб из низкосортной пшеницы:2,9,14, бедняки питались ячневым хлебом ещё и в позднюю античность.
Ранее из перловой крупы выпекали грубый хлеб. Ко времени Плиния перловая крупа входила лишь в состав picenum, который являлся скорее выпечкой, а не хлебом.
Во многих регионах Италии, особенно в Кампании, где выращивали много проса, крестьяне выпекали лепёшки также из пшённой муки:54. Колумелла писал, что хлеб из пшена был вкусен лишь тёплым:2,9,19, а врач Цельс считал такой хлеб, также как и ячневый, вредным для желудка:II, 8, 14; II, 25, 1; изредка приготовлялись лепёшки и из схожего с просом могара.
Рожь в средиземноморском регионе мало сеяли, а ржаной хлеб считался вредным. Плиний описывал вкус ржаного хлеба как горький и неприятный, и лишь с добавлением эммера такой хлеб становился употребимым:51. Плиний описывает также выпечку из бобовой муки или сладковатых желудей. Хлеб из каштановой муки ели женщины во время ритуального поста, Афиней упоминает также хлеб из чечевицы:158e.
Римляне различали два сорта пшеничной муки:
- siligo — пористая, лёгкая, белая, менее питательная, но, скорее всего, лучше усваиваемая.
- triticum — тяжёлая, жёлтая, хуже усвояемая.

Оба сорта выращивались и зимой, и летом, затем из них изготавливалась мука различного помола. Первосортный хлеб из лучшей муки из мягкой пшеницы подавали за столом у богатых римлян, крестьяне и городская беднота ели хлеб из муки с отрубями. Мука с отрубями давала большой припёк, поэтому выпекать такой хлеб было выгодно. Лучшим считался хлеб не только из первосортной мягкой муки, но также и из siligo  более грубого помола:2,6,2, который называли panis siligineus, а пекаря, который изготовлял такой хлеб, — siliginarius. По сообщению Плиния, сорт хлеба из первосортной белой мягкой пшеницы грубого помола стоил почти в два раза дороже, чем из тяжёлой муки.

## Сорта хлеба
В Древнем Риме названия различным видам хлеба давались в течение нескольких столетий и могут быть синонимичными. Обилие и неоднозначность названий объясняется тем, что виды хлеба различались, например, по содержанию муки, способу выпечки, по цвету или по принадлежности к слою населения, для которого выпекался хлеб.
Известные сорта:
- Первосортный белый пшеничный хлеб из муки тонкого помола высшего качества (panis e polline, panis e fiore) и среднего качества (panis e similagine, panis e simila) и выпекался «пекарем белого хлеба» — similiginarius. Такой хлеб назывался также «белый» (panis candidus) или «чистый» (panis mundus, panis limpidus);
- Хлеб второго сорта — белый хлеб среднего качества из более грубой муки (panis secundarius, secundus, sequens — «второй» или «следующий»). Такой хлеб выпекался из муки третьего сорта, однако не считался плохим сортом, и император Август, например, ценил такой хлеб;
- Хлеб третьего сорта, чёрный, очень твёрдый хлеб из муки грубого помола с большой примесью отрубей (panis plebeius — «народный», rusticus  — «крестьянский», sordidus — «грязно-тёмный»). Таким хлебом питались крестьяне, городская беднота и рабы.

Грубый хлеб Panis autopyrus приготавливался из непросеянной муки, хлеб из отрубей panis furfureus предназначался в первую очередь собакам, но им питались, возможно, и бедняки:58.

### Лепёшки из пресного теста
Первым видом хлеба римлян являлись пресные лепёшки, приготовление которых требовало накаливания печи до 220 градусов. Пресный хлеб, остывая после выпечки, становился твёрдым, поэтому перед употреблением его размачивали или выпекали тонкими лепёшками.
Для выпечки такого хлеба не обязательна была печь, лепёшку можно было положить, например, на горячий пепел очага в походном лагере. Для того, чтобы тесто не соприкасалось с пеплом, на селе или в военных походах его клали на листья ароматных растений (лавра, кориандра или сельдерея, реже — листья капусты, мангольда или другие). С появлением городских пекарен такой способ приготовления хлеба сохранился. На лепёшки иногда выкладывались кирпичи, глиняные сосуды или осколки глиняной посуды, тем самым усиливался эффект пропекания.
Такое приготовление хлеба описано у Катона Старшего в рецепте пресного «размешанного хлеба» (panis depsticius): «Всыпь в кадушку муки, понемножку добавляй воды и как следует вымеси. Когда хорошенько вымесишь, раскатай и пеки под миской» (sub testu, то есть накрыв хлеб миской):62. По мнению М. Е. Сергеенко, данный способ выпечки хлеба долгое время был наиболее распространённым. Например, Катон упоминает о договоре на постройку усадьбы, в которой хлебной печи не было, и строители обязаны были сложить только очаг. Во времена Катона скорее всего хлеб изготовлялся без перемешивания теста, или без тщательного перемешивания, под «хлебом» на селе прежде всего понимались лепёшки:55.

### Дрожжевой хлеб
По сообщению Плиния Старшего, выпечка дрожжевого хлеба около II века до н. э. в Италии стала повсеместной. Поначалу среди крестьян, а затем и в городах пекари стали выпекать этот новый вид хлеба. Он ценился выше пресного, так как считался наиболее полезным для здоровья:62.
Для приготовления дрожжевого хлеба существовало несколько способов заквашивания теста. Так, галлы и иберийцы использовали снятую с пива пену в качестве закваски, придававшей хлебу лёгкость, которой не было у плотных хлебов в Италии:55. Наиболее распространённым методом было оставить кусочек теста после приготовления хлеба и использовать его на следующий день в качестве источника брожения.
Римляне знали также о приготовлении хлебной закваски (fermentatum), и в I веке н. э. хлеб выпекался именно из теста с закваской (panis fermentatus):54:II, 25, 1. Хлеб из пресного теста назывался panis non fermentatus (или azymus, см. опресноки), то есть «без закваски», слегка заквашенный хлеб — panis leniter fermentatus или acrozymus.
Раз в год, во время сбора урожая винограда, заготавливали большое количество хлебной закваски из пшеничных отрубей или пшена, которые на три дня заливали виноградным суслом, вымешивали, сушили на солнце и затем тонко нарезали, чтобы потом использовать в течение года. При надобности закваску разводили в горячей воде и добавляли в муку:55:62.

### Хлеб легионеров
В печах постоянных лагерей легионеров хлеб выпекался в больших количествах. В III веке н. э. различали «чистый» настоящий солдатский хлеб (panis militaris mundus) и полевой хлеб (panis militaris castrensis) из более грубой муки. Такой хлеб пекли легионеры во время стоянок:67, он долго выпекался и походил на сухари, buccellatum, в свою очередь, скорее являлись сухарями, ими снабжали легионеров в походах, такой хлеб упоминается со II по VI века. Хлеб для длительного хранения приготовлялся и для римского флота (panis nauticus, был известен уже в 214 году до н. э. под названием cocta cibaria).
В кодексе Феодосия в постановлении Юлиана Апостаты говорится, что легионерам во время похода следует давать два дня сухари, на третий день — хлеб. Согласно позднеримским папирусам из Египта, легионерам полагалось 969 граммов хлеба в день.

### Другие виды хлеба
В некоторые виды хлеба и выпечки добавлялись молоко, жир, яйца, перловая крупа, мёд, лавр, сельдерей, кориандр, анис, мак, тмин, кунжут, фенхель, чернушка:57. Выпекался хлеб и из манной крупы в формах, хлеб с изюмом и сыром, приправленный анисом, сыром и оливковым маслом. Пряности смешивали с яйцом и наносили на верхнюю хлебную корку и иногда также после выпечки на нижнюю корку:57.
Тесто для выпечки хлеба подсаливали, жители побережий для этого перемешивали тесто с солёной морской водой. Хлеб из пресного теста вместо соли приправляли лавром, сельдереем, кориандром, анисом, семенами льна или мака. Несолёный ячневый хлеб с кориандром и маком был найден, например, во рву военного лагеря в шотландском Берсдене.
- Panis mustaceus, mustacei — булочки, приготовленные из жира, свежего сыра, муки и с добавлением аниса, тмина и с винным суслом. Их легко можно было приготовить также и в полевых условиях.
- Panis farreus — хлеб из грубой полбяной муки, который жених и невеста должны были разделить в день свадьбы.
- Panis adipatus приготавливался с жиром.
- Panis strepticius назывались своего рода блины, выпекавшиеся с двух сторон. В тесто добавлялись молоко, перец, немного оливкового масла или жира[23]:113d[32].
- Panis ostrearius подавался к устрицам, точный рецепт этого хлеба, однако, неизвестен.
- Panis Picentinus/Picens стал известен в Риме с I века до н. э. В рецепт такого хлеба входила перловая крупа, замоченная в течение девяти дней, на десятый день замешанная с соком изюма в тесто. Тесто выпекалось в горшке в печи, перед подачей на стол горшок разбивался, кусочки такого хлеба размачивались в молоке[9][33][34].
- Александрийский хлеб — возможно, хлеб, который, согласно Афинею, поджаривался на вертеле. В состав этого хлеба входили, возможно, египетский тмин и мёд[35]:192. По рецепту Апиция такой хлеб нужно было замочить в уксусной воде — поске, добавить солёного сыра из коровьего молока, приправы[36].

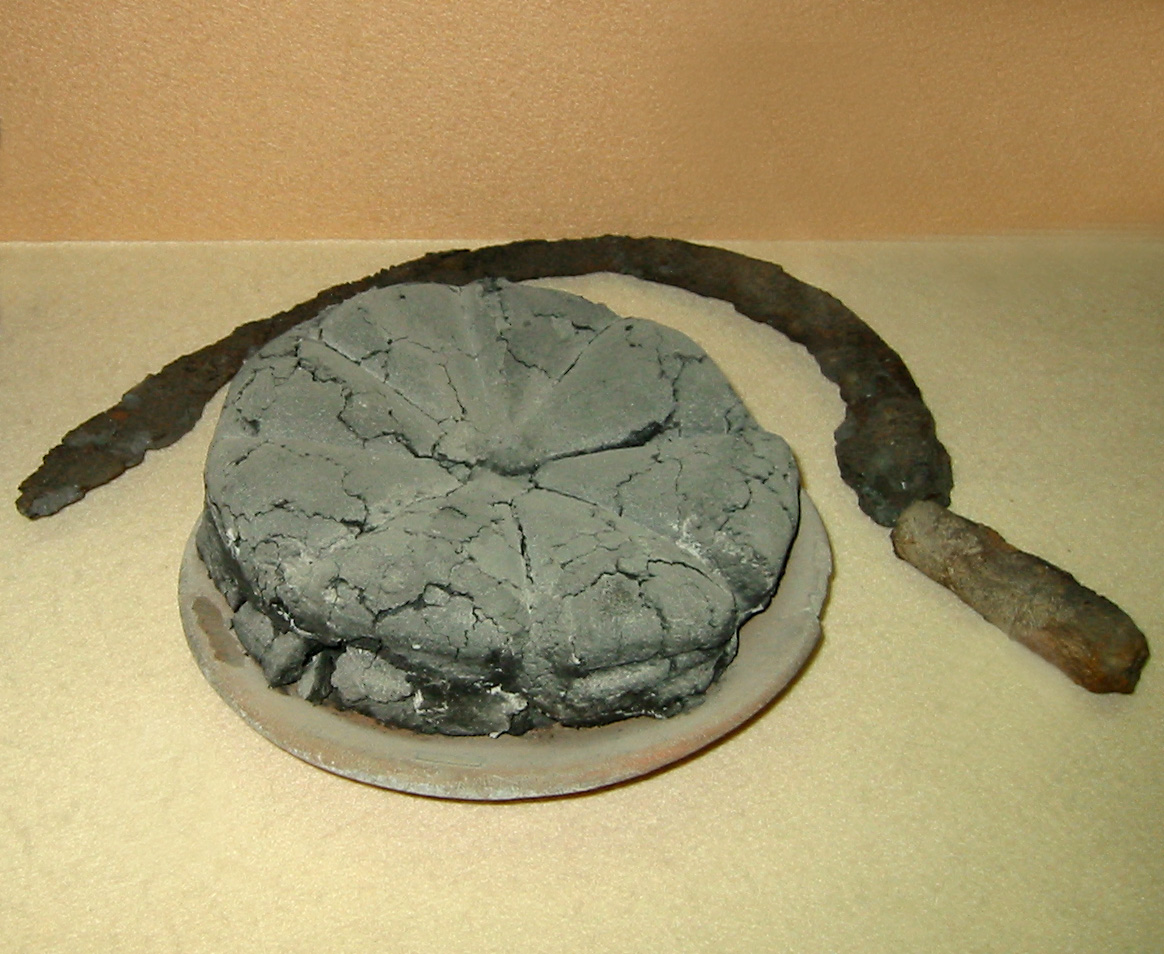
Буханка хлеба состояла из двух частей: на плоскую нижнюю лепёшку выкладывалась верхняя половина, которую перед выпечкой пекари делили на несколько частей. Хлеб из Боскореале

- Кипрский и африканский хлеб советовали некоторые врачи, солёный каппадокийский хлеб на молоке был мягким с хрустящей корочкой, киликийские буханки — грубые. «Парфянским хлебом» назывался хлеб, тесто для которого сначала разбухало в воде. Испечённый парфянский хлеб (panis parthicus) имел консистенцию губки и был таким лёгким, что не тонул в воде[32], поэтому его также называли panis aquaticus или spongia[7]:XX, 2, 16.

## Форма хлеба и выпечки
По древнеримским текстам и изображениям на фресках известна форма римского хлеба panis quadratus — круглая буханка, разделённая на части (quadra) насечками, обычно крестообразными, для более удобного отламывания. Иногда буханку делили на 8—10 частей. В среднем диаметр такой буханки составлял 20—25 см, судя по находкам в Помпеях, буханки хлеба, найденные в паннонийском военном лагере Карнунтум (Австрия), в диаметре составляли 25—33 см и вышиной 2,5—5 см. Легионеры центурий иногда использовали штампы из свинца, чтобы отметить хлеб, который они сами испекли. На некоторых буханках хлеба, найденных в помпейских печах, также были обнаружены штампы рабов, выпекавших этот хлеб:52.
Также пекари выпекали хлеб в различных других формах, например, в виде небольших продолговатых булочек. Хлеб и выпечка изготовлялись также в разных формах в зависимости от фантазии пекаря: по форме походящие на пончики, кубики, лиры, плетёнки, в форме ракушки, свиньи, зайца или других животных, цирковых сцен и даже Медузы и бога Приапа:53.

## Пекарни

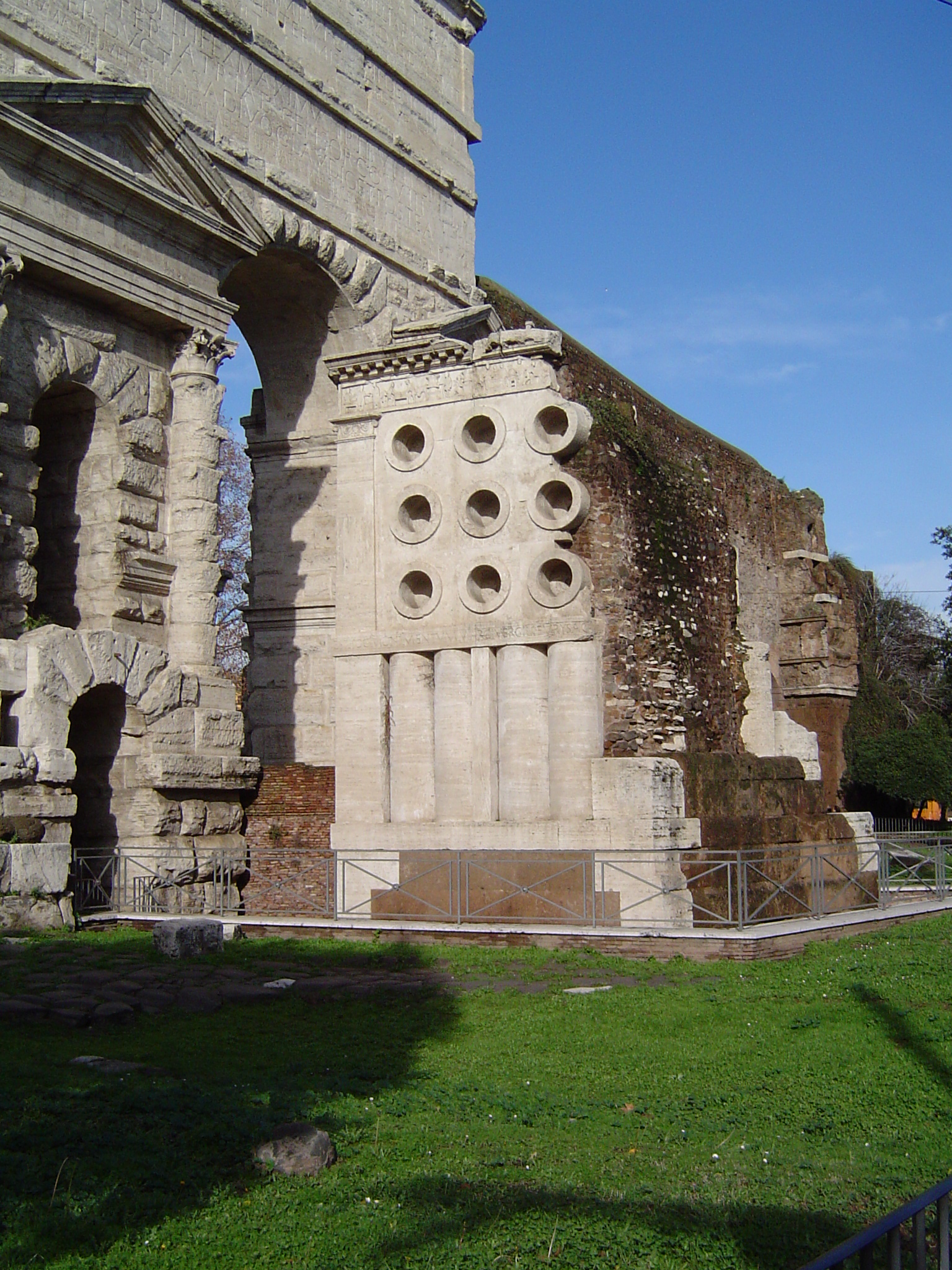
Гробница пекаря Эврисака в виде трёхъярусной башни у порта Маджоре в Риме, конец I в. до н. э. Нижний ярус состоит из столбов, второй ярус образуют круглые углубления, возможно, изображающие хлебную меру — модий, на третьем изображено приготовление хлеба

Выпечка лепёшек и позднее хлеба была обязанностью хозяйки дома, в богатых домах — повара, в больших владениях приготовлением занимались рабыни:53. Лишь с 171 года до н. э. во времена войны с Персеем, по словам Плиния, в Риме появились общественные пекарни:63. По мнению исследователей, пекарни существовали в Риме уже в конце III века до н. э., о чём свидетельствуют литературные источники, например комедии Плавта. Возможно, сообщение Плиния относится к хлебопёкам и кондитерам из Греции:63. В IV веке в Риме насчитывалось 254 пекарни.
В городах хлебные печи можно было поставить только в богатых домах, в квартирах многоэтажных домов не было ни очагов, ни печей.
Древнеримская пекарня представляла собой предприятие, соединявшее мукомольное производство с хлебопекарным. Кроме помещения, отведённого под мельницы, в пекарне находились: хлебная печь, комната, где стояли «устройство» для вымешивания теста и стол, на котором раскатывали тесто, кладовая комната, в которой хранился хлеб. Часто рядом с пекарней находилась и хлебная лавка:63.
Процесс приготовления хлеба изображен на трёх рельефах гробницы пекаря Эврисака в Риме: ослы работают на мельницах, работники у стола просеивают муку, хозяин берёт пробу муки; «устройство» для вымешивания теста вращает осёл; погонщик следит за тем, хорошо ли тесто вымешано; на столах работники раскатывают и формуют тесто; у хлебной печи стоит работник и сажает хлеб; работники несут хлеб в корзинах к весам; хлеб взвешивают и принимают эдилы.

### Мельницы
Муку мололи на мельницах, которые приводили в движение преимущественно ослы или лошади, реже рабы. Позднее, в IV—V веках, широкое распространение получили водяные мельницы. При пекарне имелось три-четыре мельницы для изготовления муки разного помола, так как каждая мельница молола муку только одного сорта. Каменные мельницы были очень тяжёлыми, их сложно было транспортировать, поэтому легионерам приходилось в поход брать лёгкие ручные жернова. Каждый легионер сам отвечал за своё питание, полагавшееся зерно он сам перемалывал и пёк себе хлеб или делал кашу.
В небольших пекарнях хлеб месили руками, в более крупных применялись «устройства» для вымешивания теста — кадка со встроенным столбом с тремя лопастями.
|                                                |                            | |                                                           |                                                                                           |
| Реконструированные ручные жернова I века н. э. | Пекарня и мельница в Остии | Ручная мельница из твёрдого песчаника из Августа-Раурика. Вес подвижной части около 200 кг. В ходе эксперимента было установлено, что на такой мельнице возможно намолоть до 25 кг муки в час | Реконструкция мельницы в археологическом парке в Ксантене | Водяные мельницы были известны уже в начале I века н. э. Реконструкция по планам Витрувия |

### Техники выпечки хлеба
Поначалу выпекался panis clibanicius — лепёшка, а не хлеб в современном понимании, хотя он и изготовлялся с помощью закваски. Тесто выкладывалось на верхнюю стенку глиняной или металлической печки-сосуда (клибан), вверху уже, внизу шире, иногда с двойными стенками, между которыми насыпались горячие угли. В эту жаровню выкладывали тесто, закрывали крышкой и засыпали горячими углями или же разводили под ней огонь. Их ели горячими, как только становилось возможным снять их с сосуда. Римляне знали этот вид хлеба под его сирийским названием — mamphula. Его изготовляли пекари-клибанарии (clibanarii).
Различают также следующие виды хлеба по способу выпечки:57: panis artopticius — выпекался в artopta, сковороде, походившей по форме на колокол; panis furnaceus выпекался в печах. Простой и более древний способ — хлеб, выпеченный в золе, — был известен под латинскими названиями subcinricius и focacius.
Возможно, способ выпечки лепёшек под «миской» (sub testu), описанный в поэме «Моретум» псевдо-Вергилия, был древнее других способов изготовления хлеба:57. Бедный крестьянин Симил готовит себе завтрак и в первую очередь перемалывает на ручной мельнице зёрна в муку, просеивает через сито, затем в муку:
               … воды подливает он тёплой:

               Тут он её подбирает, с мукой смешавши, усердно

               Месит, делая твёрдой; затем, когда влага впиталась,

               Этот комок он крепко солит. Готовое тесто

               Гладит ладонью и тем расширяет до нужного круга,

               Ставит квадраты на них, одинаково рядом друг с другом,

               После несёт на очаг: очистила раньше Скибала

               Место. Покрыв черепком, на него насыпает он жару.         

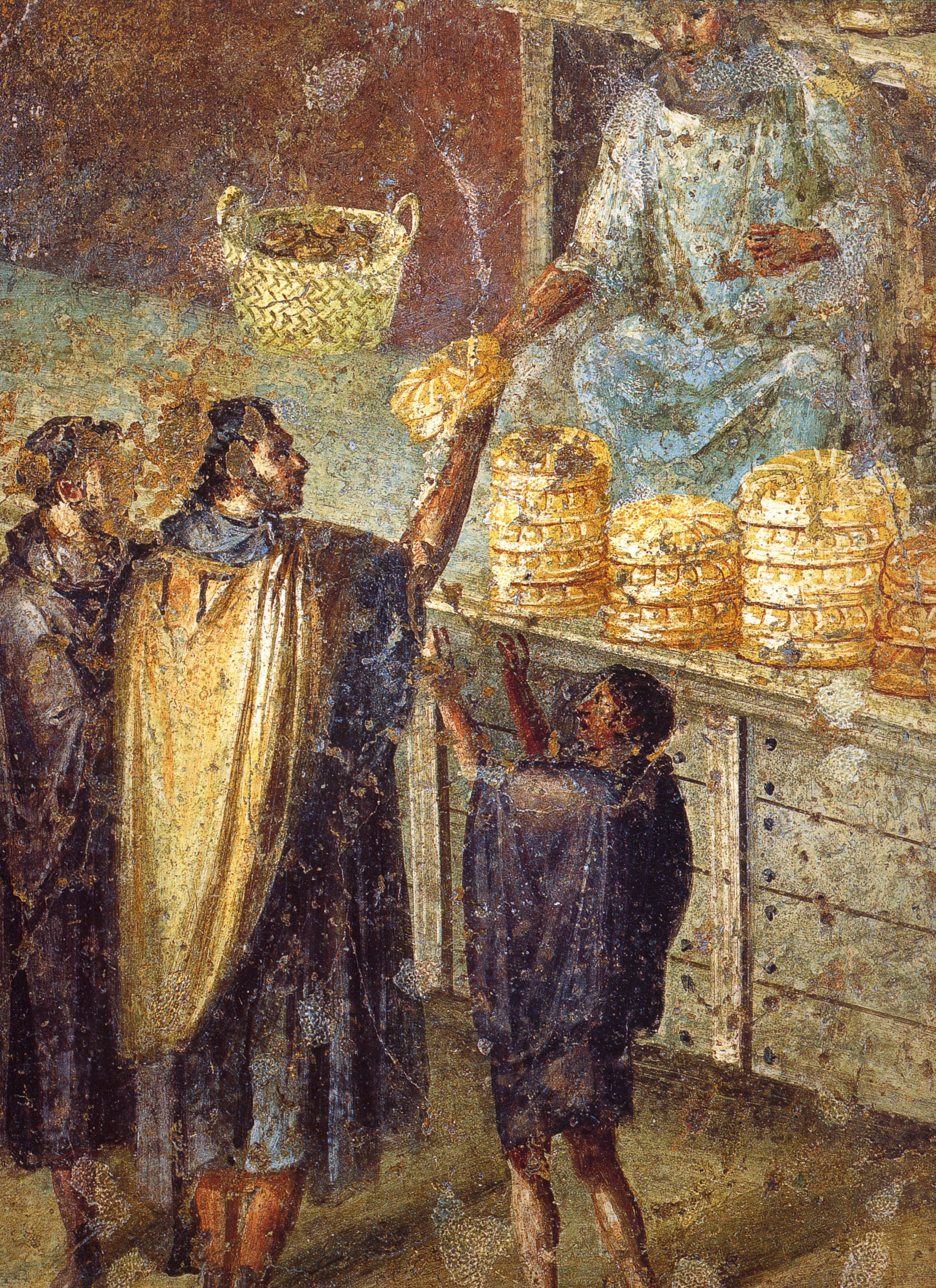
Фреска из Помпеи, которую часто публикуют под названием «Торговля хлебом». Сейчас считается, что на фреске за прилавком на высоком стуле изображён эдил в тоге, раздающий хлеб городской бедноте

Основной частью хлебной печи был конусообразный кирпичный свод над кирпичным подом. Для сохранения тепла под кирпичи насыпали слой песка. В хороших печах над этим сводом выкладывалась четырёхугольная камера, сохранявшая раскалённый воздух. Печи закрывались железной заслонкой. Печи в Помпеях ставились обычно так, чтобы с одной стороны располагалась комната, где формовали хлеб, а с другой — хлебная кладовая. В постоянных лагерях легионов имелись простые печи, в военных лагерях на лимесе, например, в Зальбурге, были найдены пекарни с несколькими печами.

### Продажа хлеба
Зачастую пекарни были непосредственно связаны с хлебной лавкой. В других пекарнях не было помещений для продажи хлеба, в таких случаях хозяин не торговал хлебом собственного производства, а поставлял товар торговцам хлебом, или же хлебные лавки располагались неподалёку от пекарни и свежий хлеб туда доставляли рабы. Хлеб продавался также на рынках и вразнос.

### Профессия пекаря
В Древнем Риме не существовало разделение профессий мельника и пекаря. Пекаря называли pistor, название, напоминавшее о более древнем способе приготовления муки — в ступке. На крестьянских дворах по-прежнему хлеб, а скорее лепёшки, выпекала хозяйка. Богатые граждане держали своих пекарей, которые выпекали особые сорта хлеба. При императорском доме также состояли пекари, во главе которых был «управитель пекарями», контролёры проверяли качество хлеба и его вес. Зачастую пекарями становились вольноотпущенные рабы.

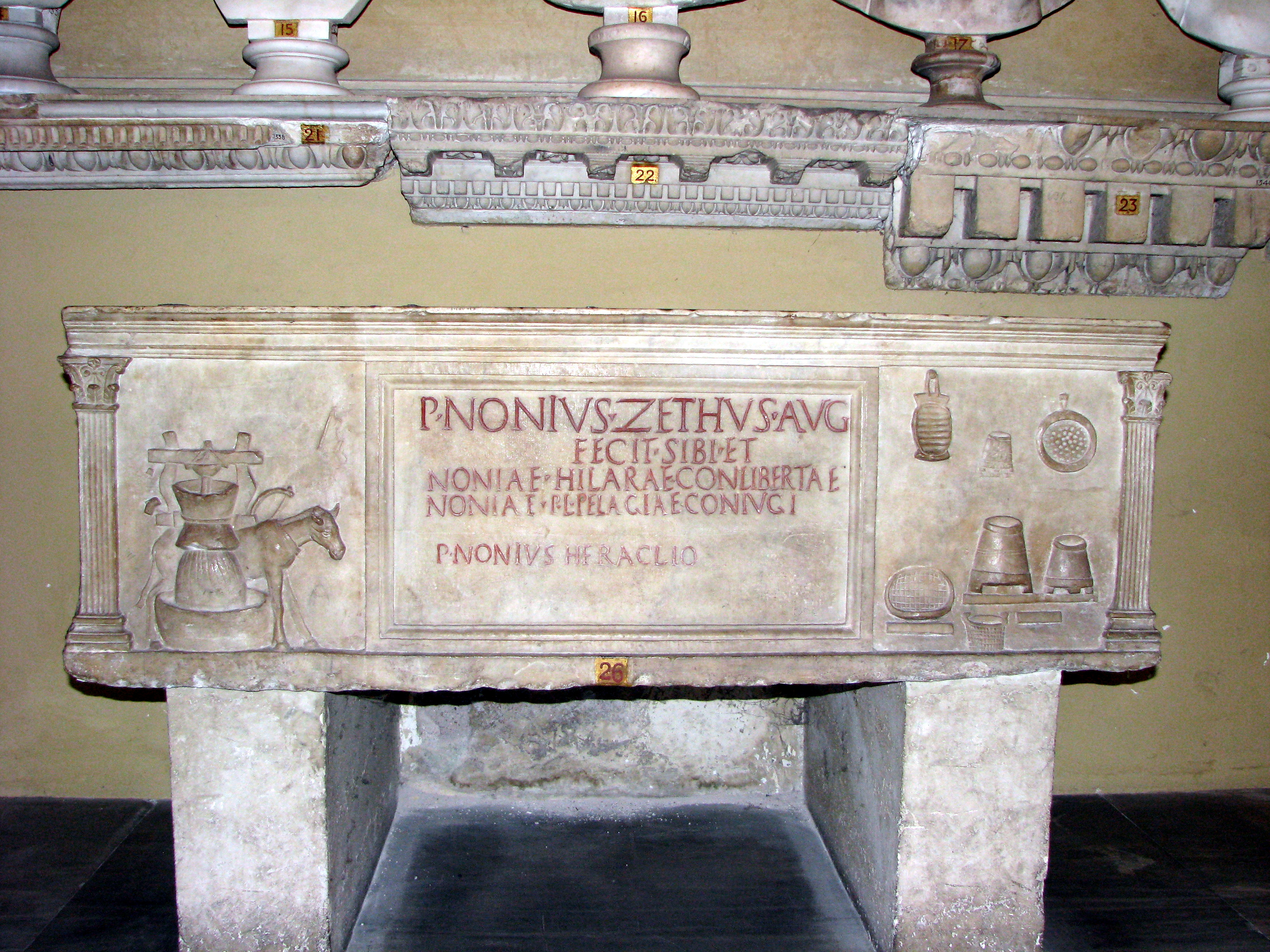
Мраморный саркофаг пекаря Нония Зефа из Остии. Рельефы изображают осла, крутящего мельницу, и орудия труда пекаря — модий, сито, хлебные корзины. Музей Кьярамонти

Для хороших сортов хлеба имелись специальные пекари: pistores candidarii, siliginarii, similaginarii. Торты приготавливал pistor dulcinarius placentarius. Некоторые пекари (placentarii, crustularii, dulciarii, clibanarii, libarii) специализировались на сладостях и производили многослойные пироги и сладкую выпечку.
Работа в пекарне шла при тяжёлых условиях, жар от раскалённой печи, мучная пыль, спешка, работа днём и ночью. Во II в. н. э. Апулей описывает работу мельницы: «Там непрерывно ходило по нескольким кругам множество вьючного скота, вращением своим приводя в движение разные жернова; машины безостановочно вертелись, не зная отдыха и размалывая зерно на муку не только целый день, но и всю ночь напролёт». Далее Апулей описывает условия труда рабов: «Кожа у всех была испещрена синяками, драные лохмотья скорее бросали тень на исполосованные спины, чем прикрывали их… лбы клеймёные, полголовы обрито, на ногах цепи, лица землистые, веки разъедены дымом и горячим паром, все подслеповаты…».

## Экспериментальная археология

### Качество римского хлеба
Качество муки не соответствовало современным стандартам, муку мололи с помощью каменных жерновов, поэтому в неё попадали мелкие частички камней, песка, которые даже через сито не отсеивались:49.
Возможно, римские пекари брали немного воды для приготовления теста. Плохие сорта муки, особенно смешанные с отрубями, хуже перемешиваются с водой, чем первосортная мука, и низкосортное тесто было очень плотным и медленно поднималось. Поэтому римский хлеб был, скорее всего, тяжёлым и малопористым. Кроме того, свежий хлеб употребляли не все римляне; лишь в городах пекарни выпекали свежий хлеб каждый день.

### Изготовление в современных условиях

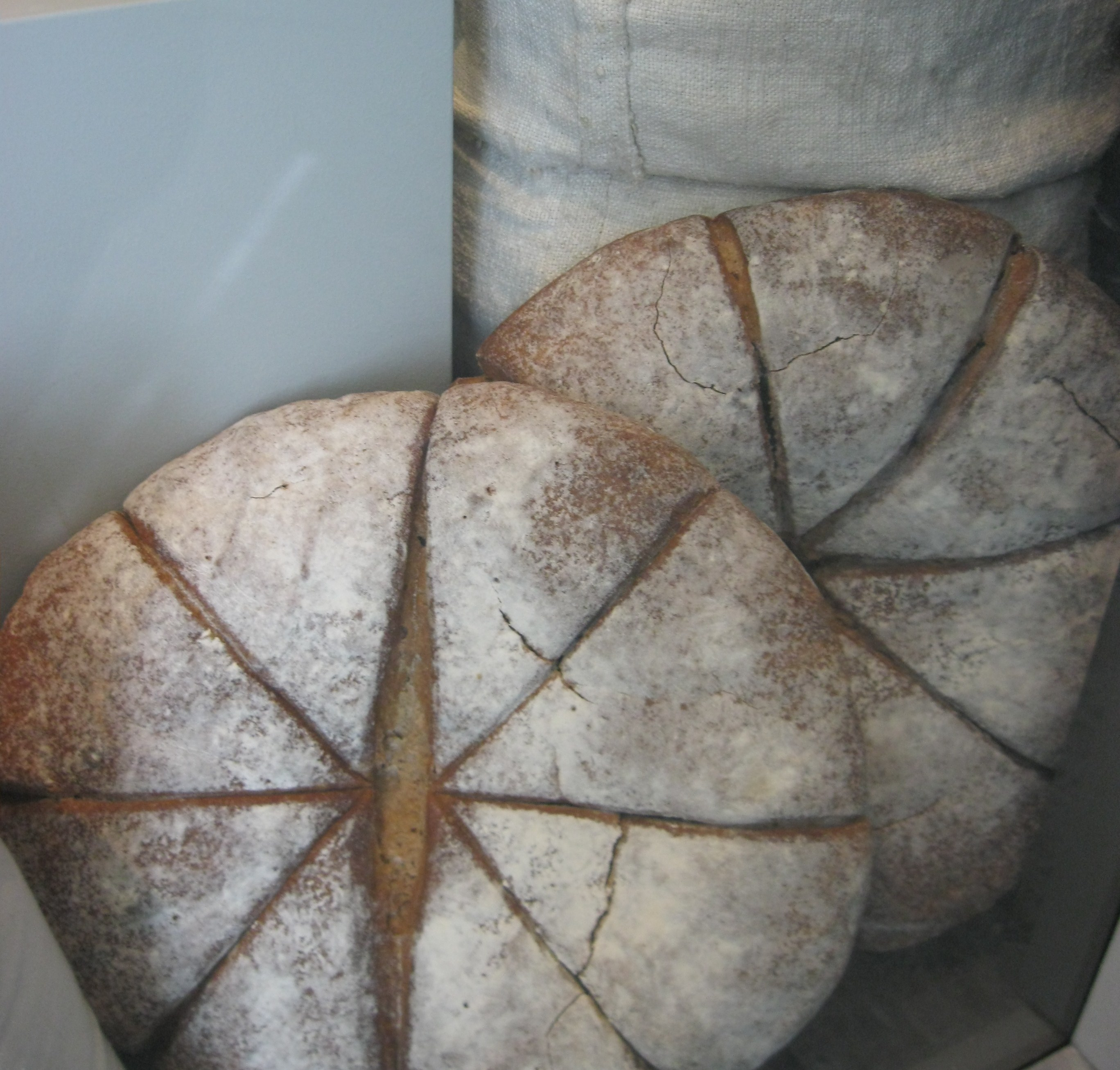
Пример римского хлеба в музее Карлсруэ

Археологические эксперименты по выпечке хлеба обычно проводятся в реконструированных печах по древнеримским рецептам в различных древнеримских поселениях и военных лагерях, например, Августа-Раурика, кастель Зальбург. Рецепты приготовления хлеба основываются на информации из книги Катона Старшего «О сельском хозяйстве», рецептах Афинея, книг Плиния Старшего.
Приготовить древнеримский хлеб в современных условиях можно, например, по такому рецепту: Из 750 г цельнозерновой муки, 500 мл тёплой воды, 1 ч. л. соли (10 гр), 1 ч. л. мёда, 20 г дрожжей замесить тесто, оставить в тёплом месте подняться, снова вымесить и сформировать буханки круглой формы, снова дать постоять. В разогретой до 220 градусов печи выпекать 40 минут.
Приготовление пресного солдатского хлеба в полевых условиях: замесить тесто из 1 кг ржаной муки (пшеничной или полбяной), около 0,5 л воды и соли. Место разведения огня накрыть, например, плоской черепицей, на этой поверхности развести огонь, из теста вымесить лепёшки, убрать пепел с места выпечки, выложить на него лепёшки и накрыть плоской глиняной чашей. Затем чашу засыпать пеплом. Другой вариант выпечки такого хлеба — выпекать в сосуде с крышкой на решётке, пепел при этом насыпается на крышку сосуда:194.
Приготовление булочек из винного сусла: 500 г муки высшего сорта, 0,2 л винного сусла (или дрожжей), 60 г свиного жира, 30 г солёного сыра, 1/4 ч. л. римского тмина, 1/2 ч. л. зёрен аниса, 1 лавровый лист для теста и много лавровых листьев для выпечки:195.

### Комментарии
1. ↑  Возможно, некоторые пекарни также изготовляли такие пироги
2. ↑  В поэме они также называются «хлебом» — panis
3. ↑  Название таких торговцев — negotiator pistorius встречается в Кёльне
4. ↑  Разделение произошло с распространением в Риме в VI веке водяных мельниц. Изготовление муки и выпечка хлеба в одном здании стали невозможными
5. ↑  От pinsare/pinsere/pisere — «толочь, дробить»